# Hochgrab des Erzbischofs Konrad von Hochstaden

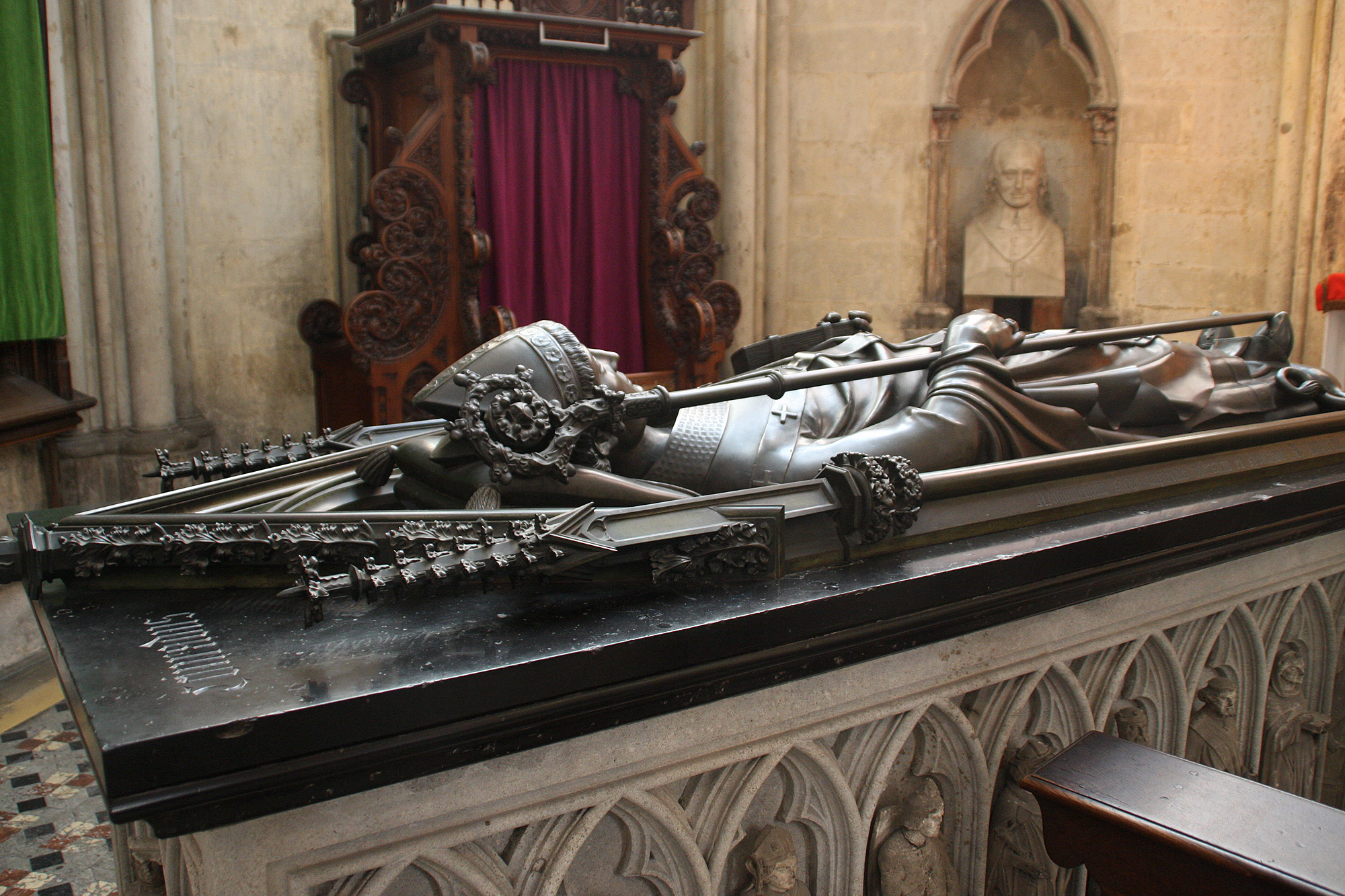
Das Hochgrab in der Johanneskapelle des Kölner Doms

Das Hochgrab des Erzbischofs Konrad von Hochstaden ist eine Grabstätte in der Johanneskapelle des Kölner Domes. Als Erzbischof und Initiator des Dombaus erhielt Konrad von Hochstaden einen herausragenden Bestattungsplatz im unvollendeten Kölner Dom; die vom ursprünglichen Grabmal erhaltene, große Liegefigur gilt als das bedeutendste Bronzewerk des 13. Jahrhunderts in Deutschland.

## Standort
Die Grabstätte befindet sich in der Mitte der Johanneskapelle auf der nordöstlichen Seite des Chorumgangs im Kölner Dom. An dieser Stelle hatte der Erzbischof den Grundstein für den Bau gelegt. Die Kapelle beherbergt neben dem Sarkophag unter anderem den Johannes-Baptist-Altar, das Wandgrab der polnischen Königin Richeza sowie (verhüllt) den Fassadenplan F der Westfassade des Doms.
Bevor die Grabstätte in die Johanneskapelle verlegt wurde, befand sie sich aller Wahrscheinlichkeit nach in der zentralen Achskapelle, die jedoch 1322 den Dreikönigenschrein mit den wichtigsten Reliquien des Doms aufnahm.

## Beschreibung

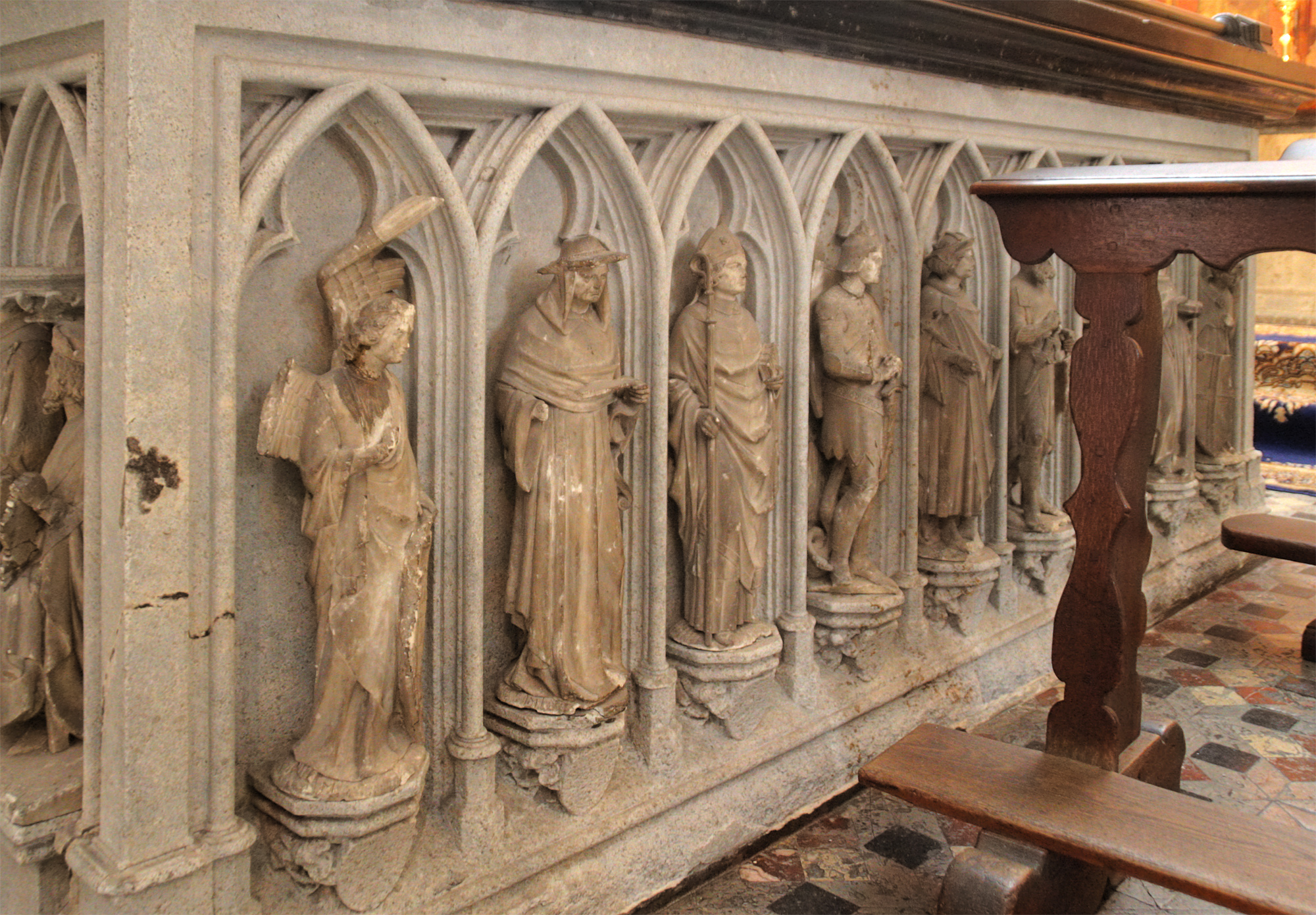
Seitenansicht mit Nischenfiguren

Das Grabmal in Form einer Tumba besteht aus einem Unterbau aus Kalkstein mit einer Länge von 2,50 m, einer Breite von 86 Zentimetern und einer Höhe von 1,10 m. Sie ist von einer 2,70 × 1,03 m messenden, schwarzen Marmorplatte bedeckt, auf der die Liegefigur aus Bronze ruht. Der Bronzeguss misst 2,80 m in der Länge und wird von einem Wimperg, einer giebelartigen Bekrönung, ergänzt.
Der Unterbau stammt aus dem Jahr 1848 und wurde von dem Bildhauer Christian Mohr gestaltet. Die Seitenflächen sind mit spitz zulaufenden Nischen ausgestattet, jeweils neun an den Längsseiten und drei an Kopf- und Fußseite des Sarkophags. Die Nischen in den Längsseiten beherbergen Steinfiguren, die Personen aus Hochstadens Umfeld darstellen, die an der Grundsteinlegung des Domes teilgenommen hatten, etwa Kardinal Pietro Capocci, König Wilhelm von Holland, und der Gelehrte und Bischof Albertus Magnus. Zwei wappentragende Engelfiguren ergänzen das Ensemble. Die Kopfseite zeigt die Überreichung des Dommodells durch Meister Gerhard, die Fußseite drei betende Figuren.

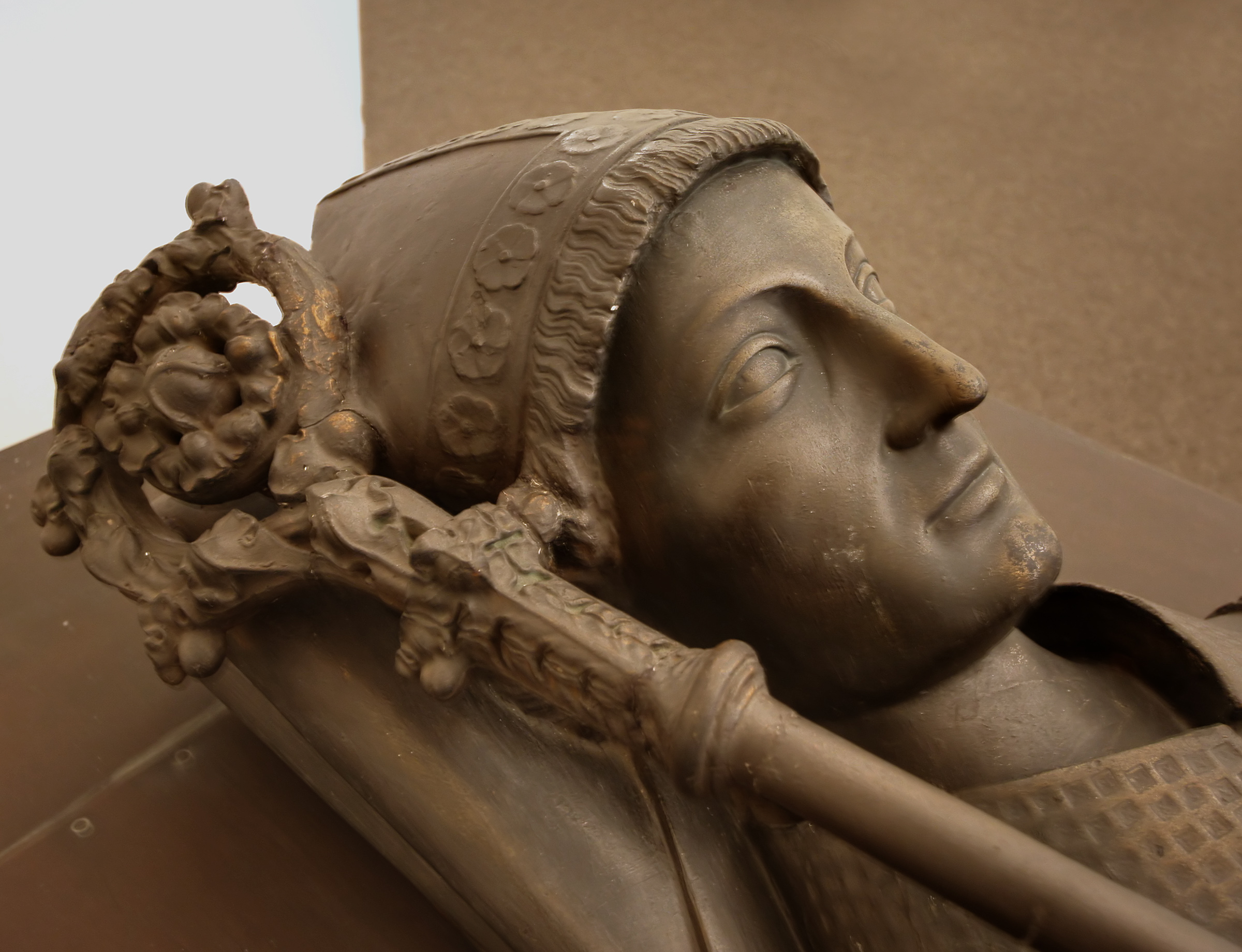
Originalgetreue Gipsrekonstruktion der Skulptur aus den 1920er/1930er Jahren. Seit 1958 in der Sammlung des Kölnischen Stadtmuseums

Auf dem sarkophagartigen Unterbau liegt eine schwarze Marmorplatte, die die Inschrift
Conradus de Hocsteden
trägt.
Die eigentliche Bronzefigur ist als „Gisant“, also Liegefigur, jedoch wie in der Zeit üblich in Gestalt eines Lebenden, ausgeführt. Der Faltenwurf des Gewands entspricht einer stehenden Person, die Augen sind geöffnet. Eine ebenfalls bronzene Arkade, ein „architektonischer Thronhimmel“ umschließt die Skulptur, so dass sie insgesamt die Marmorplatte leicht überragt.
Die Figur ist in bischöflichem Ornat und mit Mitra dargestellt und hält in der linken Hand ein Buch, in der rechten einen großen Bischofsstab. Das Gesicht ist jugendlich-idealisiert; zu den Füßen liegt ein Löwe. Zerstörungen in der Zeit der Säkularisation betrafen die rechte Hand, den Stab, die Füße und den Arkadenbogen. Diese wurden 1847 nach Vorgaben des Dombaumeisters Zwirner und des Bildhauers Ludwig Schwanthaler in der königlichen Erzgießerei in München erneuert.

## Datierung

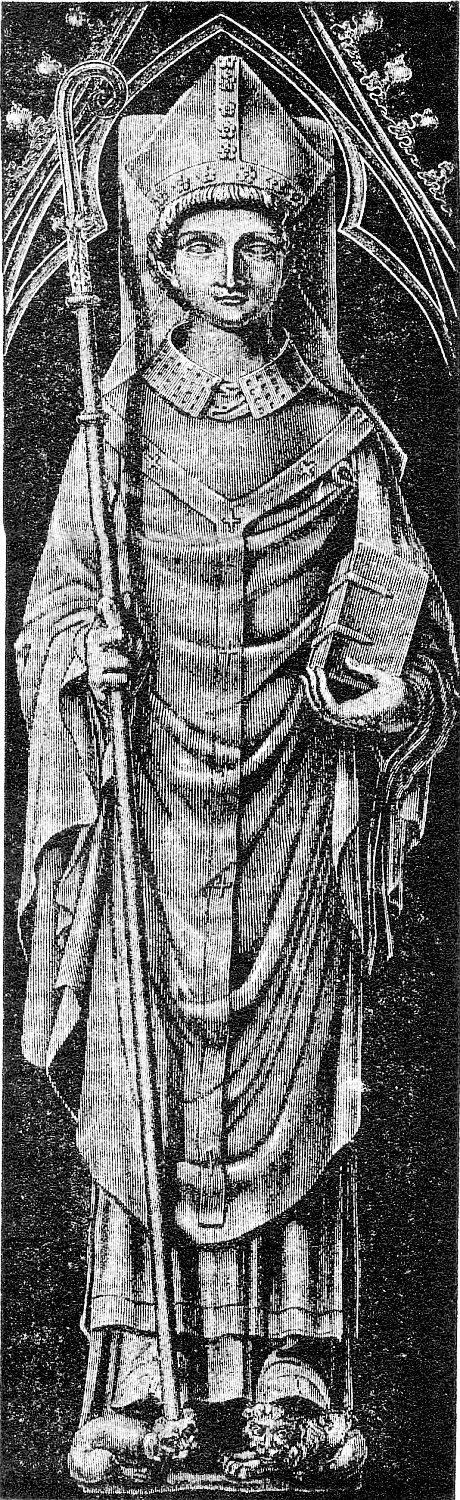
Bronzeskulptur der Grabstätte, Darstellung von 1911

Heute wird mehrheitlich davon ausgegangen, dass Konrad sein Grabmal noch zu Lebzeiten beauftragt hat und der Guss der Liegefigur daher um 1260 in der Kölner Dombauhütte erfolgt ist.
Die genaue Datierung des Bronzegusses wurde unter Kunsthistorikern allerdings teilweise emotional diskutiert; vollständiger Konsens ist nicht erreicht. Die Ansicht Paul Clemens, der eine Datierung um 1322 favorisierte und eine niederländische Herkunft des Künstlers annahm, war bis 1973 allgemeine Auffassung. Grundlage für Clemen war die Erwähnung in einer Chronik des Martin von Troppau, die bereits zwischen 1326 und 1330 ein „kunstvoll gegossenes Mausoleum“ über dem Hochstaden-Grab erwähnte.
Gestützt wurde diese Theorie durch nach der Restaurierung 1847 in der Johanneskapelle aufgefundene Knochen und Paramentenreste, von denen man auf eine Zweitbestattung schloss.
Die archäologischen Ausgrabungen nach dem Zweiten Weltkrieg durch Otto Doppelfeld förderten außerdem ein leeres, axial ausgerichtetes Grab in der Achskapelle zutage. Daraus schloss man, dass von Hochstaden dort bis 1322 – als der Dreikönigenschrein in die Achskapelle kam – bestattet gewesen und die Grabstätte danach in die Johanneskapelle verlegt worden sei.
Das Kölner Domblatt des Jahres 1979/1980 enthält eine Debatte, in der Renate Kroos bezweifelte, dass Konrad von Hochstaden jemals in der Achskapelle bestattet worden sei. Herbert Rode, der seit 1973 die Theorie von der Umbettung aus der Achskapelle in die Johanneskapelle im Jahr 1322 vertrat, veröffentlichte im selben Jahrbuch eine „Entgegnung“. Seine Ansicht wird bis in die Gegenwart mehrheitlich akzeptiert. 2002 befasste sich Peter Kurmann noch einmal mit der Datierung, indem er Stilvergleiche mit französischen Skulpturen vornahm; er legte sich jedoch nicht endgültig auf ein Datum fest.